# Prunus adenopoda
Espèce
Synonymes
- Laurocerasus adenopoda (Koord. & Valeton) Browicz[2]
- Prunus macrophylla var. adenopoda (Koord. & Valeton) J.E.Vidal[2]
- Prunus pseudoadenopoda Koord.[2]

Statut de conservation UICN

 EN A1c, B1+2c : En danger
Prunus adenopoda est une espèce de plantes à fleurs du genre Prunus de la famille des Rosaceae. C'est un arbre endémique de Java en Indonésie. C'est une espèce menacée du fait de la disparition de son habitat.